# Нововознесенский сельский совет (Высокопольский район)
Нововознесенский сельский совет (укр. Нововознесенська сільська рада) — входит в состав
Высокопольского района
Херсонской области
Украины.
Административный центр сельского совета находится в 
с. Нововознесенское
.

## Населённые пункты совета
- с. Нововознесенское
- с. Веремиевка
- с. Добрянка
- с. Костырка